# Ruhnuschaf
Das Ruhnuschaf ist eine estnische Schafrasse, die auf der Ostseeinsel Ruhnu ihren Ursprung hat. Ruhnuschafe gehören zu den nordischen Kurzschwanzschafen, wie z. B. auch Heidschnucken.
Es wird angenommen, dass die estnische Ruhnuschafpopulation von Schafen abstammt, die von im 14. Jahrhundert dort eingereisten schwedischsprachigen Bewohnern importiert wurden. 1944 wurde eine Population von 300 Schafen dokumentiert. Die aktuelle Population der Rasse beträgt etwa 30 Tiere. Vermutlich wurden die estnischen Ruhnuschafe ursprünglich zur Herstellung von Fleisch und Wolle gezüchtet.
Physische Anpassungen der estnischen Ruhnuschafe an Weiden am Meer und kleine Koppeln deuten darauf hin, dass diese Schafe sich während eines langen Zeitraums an ihre Umgebung anpassten.
Die meisten der kleinen Populationen von Ruhnuschafen sind weiß oder cremefarben mit gräulichem Kopf und Beinen und einige haben ein markantes „Dachsgesicht“. Die Mutterschafe sind unbehornt, ca. 10 % der Widder sind gehörnt. Die Schafe haben kurze oder mittellange Schwänze. Die Wolle ist doppelt beschichtet und besteht aus zwei Fasertypen und wurde im Allgemeinen für die Herstellung von Handstrickgarn und Kleidung verwendet. Das Lebendgewicht von erwachsenen Widdern beträgt maximal 80 kg und von Mutterschafen 50 kg.
Obwohl es bei den meisten nordeuropäischen Schafrassen, den Ruhnuschafen sowie den Roslagschafen und den Dalapelzschafen (beide mit Ursprung in Schweden) erhebliche genetische Unterschiede gibt, ist die Inzucht innerhalb der Population am höchsten Während sich herausstellte, dass die Ruhnuschafe weniger variabel sind als andere baltische Schafrassen, wird die Populationsgröße von etwa 30 Schafen als stabil eingestuft.